# فخرالدوله شاه‌غازی
ملک فخرالدوله شاه غازی سی و سومین فرمانروای دودمان پادوسپانیان بود که میان سال‌های ۷۶۱ تا ۷۸۰ هجری در رویان حکومت داشت.

## زندگی‌نامه

قلمروهای ملوک‌الطوایفی پس از قتل اسپهبد حسن دوم باوندی؛ پادوسپانیان در رویان قرار داشتند.

شاه‌غازی برادر جلال‌الدوله اسکندر بود و در زمان سلطنت او، منطقهٔ کلارستاق توسط او اداره می‌شد و این دو حامی و پشتیبان یکدیگر بودند. او در دوره حکومت جلال‌الدوله در رویدادهای مهم آن دوره دخیل بود؛ در حملهٔ امیر مسعود سربداری به سال ۷۴۳ به آمل، شاه‌غازی پیاپی حملاتی علیه اردوی سربداران ترتیب می‌داد تا مانع از آسایش آنان شود. او همچنین در گشایش دژ قوسین در ۲۷ ذی‌الحجه ۷۵۹ هجری نقش داشت و خزائن این دژ، که نزدیکی ری بود، را به کجور منتقل کرد.
شاه‌غازی پس از درگذشت جلال‌الدوله اسکندر در سال ۷۶۱ هجری، جانشین او شد. شاه‌غازی سیاست عداوت با کیا افراسیاب چلاوی را ادامه داد و تا زمان نبرد جلالک مار پرچین، که افراسیاب در آن توسط یاران میربزرگ کشته شد، این دشمنی را ادامه داد. یکی از کسانی که پس از آشفتگی اوضاع آمل به رویان گریختند، اولیاءالله آملی، نویسندهٔ تاریخ رویان، بود که به دربار شاه‌غازی پناه آورده و کتاب مذکور را در سال ۷۶۴ هجری تألیف نمود.
فخرالدوله شاه‌غازی پیش از رسیدن یورش امیر تیمور گورکانی به مازندران، در سال ۷۸۰ هجری درگذشت و پسرش جانشین او شد.